# Jonathan Brookins
Jonathan Quinn Brookins, född 13 augusti 1985 i Portland, är en amerikansk MMA-utövare som 2010–2012 tävlade i organisationen Ultimate Fighting Championship.